# Place Denfert-Rochereau
Place Denfert-Rochereau är ett torg i Montparnassekvarteren i 14:e arrondissementet i Paris. 
Torget är uppkallat efter Pierre Philippe Denfert-Rochereau, försvarare av Belfort under fransk-tyska kriget 1870-1871. Passande nog hette samma torg Place D'Enfer ("Helvetestorget"), namnbytet blev alltså inte så stort. 
Idag finns en stor tunnelbane- och pendeltågsstation under torget. Under 1800-talet var stationen slutstation för tågen från den södra förorten Sceaux. Förutom stationen finns också Paris katakomber här, samt en kopia av statyn Lion de Belfort.